# سقط جنین در کانادا
سقط جنین در کانادا در تمام مراحل بارداری قانونی است و به صورت عمومی به عنوان یک روش پزشکی تحت تأثیرات ترکیبی قانون بهداشت فدرال کانادا و سیستم‌های مراقبت بهداشتی استانی تأمین مالی می‌شود. با این حال، دسترسی به خدمات و منابع بسته به منطقه متفاوت است. در حالی که برخی از موانع غیرقانونی برای دسترسی همچنان وجود دارند، کانادا یکی از تنها کشورهایی است که مطلقاً هیچ محدودیت جنایی برای سقط جنین ندارد. با این حال، در دسترس بودن سقط جنین منوط به دستورالعمل‌های نظارتی مراقبت‌های بهداشتی استانی برای پزشکان است. قاعده کلی این است که تعداد کمی از ارائه دهندگان خدمات سقط جنین را بیش از ۲۳ هفته و ۶ روز ارائه می‌دهند، اما در موارد خاص می‌تواند استثنا باشد.
سقط جنین که به‌طور رسمی در سال ۱۸۶۹ ممنوع شد، تا ۱۰۰ سال آینده در قوانین کانادا غیرقانونی باقی می‌ماند. در سال ۱۹۶۹، قانون اصلاح قانون کیفری، ۱۹۶۸–۱۹۶۹، سقط‌های درمانی را قانونی کرد، تا زمانی که کمیته ای از پزشکان تأیید کنند که ادامه بارداری احتمالاً زندگی یا سلامت زن را به خطر می‌اندازد. در سال ۱۹۸۸، دادگاه عالی کانادا در R. v. Morgentaler که قانون موجود خلاف قانون اساسی است، و قانون ۱۹۶۹ را لغو کرد. این حکم نشان داد که قانون سقط جنین در سال ۱۹۶۹، حق زن برای «زندگی، آزادی و امنیت فرد» تضمین شده بر اساس بخش ۷ منشور حقوق و آزادی‌های کانادا که در سال ۱۹۸۲ تنظیم شده‌است را نقض می‌کند
در کانادا، تمام سقط‌های جراحی توسط یک پزشک انجام می‌شود و پرستاران، داروسازان و ماماها می‌توانند داروهای سقط‌های غیرتهاجمی پزشکی را در عرض نه هفته (۶۳ روز) پس از بارداری ارائه دهند. کانادا از زمان جرم زدایی نرخ سقط جنین نسبتاً ثابتی داشته‌است. نرخ سقط ثبت شده به ازای هر ۱۰۰۰ زن در سنین باروری (۱۵ تا ۴۴) در سال ۱۹۷۴ ۱۰٫۲ بود که به ۱۶٫۴ سقط در هر هزار زن در سال ۱۹۹۷ افزایش یافت و به ۱۰٫۱ سقط در هر ۱۰۰۰ زن در سال ۲۰۲۰ کاهش یافت ]. با این حال، این نرخ‌های سقط جنین تنها منعکس کننده تعداد سقط‌های گزارش شده توسط کلینیک‌ها و بیمارستان‌های سقط جنین است. آن‌ها سقط‌های گزارش‌نشده در این شرایط را در نظر نمی‌گیرند یا سقط‌های ناشی از داروهای تجویزی مانند میفپریستون و میزوپروستول را که در خانه مصرف می‌شوند، محاسبه نمی‌کنند، بنابراین این نرخ‌های رسمی سقط جنین کمتر از میزان واقعی سقط است. با این وجود، کانادا به‌طور کلی نرخ سقط جنین پایینی در مقایسه با سایر کشورها دارد، با حدود ۷۴۰۰۰ سقط جنین در سال ۲۰۲۰ گزارش شده‌است. تقریباً نیمی از سقط‌ها در بین زنان ۱۸ تا ۲۹ ساله رخ می‌دهد و تقریباً ۹۰ درصد سقط‌ها در سه‌ماهه اول (۱۲ هفته) انجام می‌شود.
در طول قرن هجدهم و اوایل قرن نوزدهم، سقط جنین قبل از " زندگی " (۱۵–۲۰ هفته) در مستعمرات بریتانیای آمریکای شمالی قانونی بود. بریتانیا کانادا مانند سایر مستعمرات از قوانین بریتانیا پیروی کرد که حقوق سقط جنین را با قانون تیراندازی یا چاقوکشی مخرب ۱۸۰۳ محدود می‌کرد، که انجام یا تلاش برای انجام سقط جنین سریع‌تر را مجازات اعدام می‌دانست. این ممنوعیت کامل با قانون جرایم علیه شخص ۱۸۳۷ همراه شد که بند مجازات اعدام را حذف کرد و در عین حال هرگونه سقط جنین را غیرقانونی کرد. سقط جنین به‌طور رسمی در " قانون کانادا " در سال ۱۸۶۹، دو سال پس از تشکیل این کشور ممنوع شد. این ممنوعیت در قانون جزا تا سال ۱۹۶۹ ادامه یافت. هر کس برای زنی سقط جنین انجام دهد به حبس ابد محکوم می‌شود و زنی که برای خود سقط جنین می‌کند به دو سال حبس محکوم می‌شود.
مانند سایر کشورها، سقط جنین غیرقانونی همچنان انجام می‌شد و برخی موارد ادعا می‌کردند که این امر منجر به مرگ زنان شده‌است. محاکمه سقط جنین امیلی استو (۱۸۷۹) یک نمونه اولیه است. مورد دیگری از این دست، Azoulay v. ملکه در سال ۱۹۵۲ به دادگاه عالی رسید. در هر دو مورد، ارائه دهنده سقط جنین در نهایت از مسئولیت مرگ زن تبرئه شد. فعالان حقوق سقط جنین مانند مرلین ویلسون، مدیر اجرایی سابق لیگ اقدام حقوق سقط جنین کانادا، می‌گویند: «سقط جنین غیرقانونی رایج بود، اما اغلب ایمنی ضعیفی داشت. چند صد زن در سال بر اثر سقط جنین ناخواسته جان خود را از دست دادند.»

### آزادسازی قوانین سقط جنین
جنبش برای آزادسازی قوانین سقط جنین در کانادا در دهه ۱۹۶۰ آغاز شد. رئیس سابق پزشکی قانونی انتاریو مورتون شولمن به یاد می‌آورد که در دهه شصت، سقط جنین به‌طور قانونی فقط برای نجات جان زن انجام می‌شد، بنابراین عملاً هیچ سقط جنین قانونی وجود نداشت. وی اظهار داشت: دختران باردار ثروتمندان به پزشکان معتمد فرستاده شدند که سقط جنین را به صورت نقدی انجام می‌دادند. او تخمین زد که این پزشکان در هفته بیست تا سی سقط جنین انجام می‌دادند. زنانی که ثروتمند نبودند رها می‌شدند تا خودشان سقط جنین کنند یا به چیزی که او «پرستار» سقط جنین می‌گفت بروند. روش آنها معمولاً پمپاژ لیزول به رحم زن بود. میزان مرگ و میر بالا و میزان عفونت بیش از ۵۰ درصد بود. وی افزود: «تا زمانی که من رئیس پزشکی قانونی شدم، تجربه ناخوشایندی از دیدن اجساد چند ده زن جوان را داشتم که در نتیجه این سقط جنین‌های آماتور جان خود را از دست داده بودند.»
رئیس پزشکی قانونی مورتون شولمن تصمیم گرفت مرگ‌های ناشی از سقط جنین غیرقانونی را به اطلاع عموم برساند. او به پزشک قانونی خود دستور داد تا در مورد هر مرگ ناشی از سقط تحقیق عمومی کنند. او یک مورد را توصیف می‌کند که به اعتقاد او نقطه عطف بود، مورد لوتی لین کلارک ۳۴ ساله، مادر سه فرزند، که در سال ۱۹۶۴ پس از یک سقط جنین غیرقانونی علیرغم درمان‌های پزشکی و آنتی‌بیوتیک‌ها، بر اثر عفونت شدید درگذشت. در تحقیق دربارهٔ مرگ او، هیئت منصفه توصیه کرد که قوانین مربوط به سقط درمانی بازنگری شود. شولمن افزود که یک کمیته دولت فدرال باید موضوع سقط جنین و قانون را بررسی کند. روزنامه‌ها سرمقاله‌هایی را منتشر کردند که اصلاح قانون سقط جنین را توصیه می‌کردند. در سال ۱۹۶۵، وزیر دادگستری، گای فاورو، به شولمن نوشت که این توصیه در برنامه اصلاح قانون کیفری در نظر گرفته خواهد شد. اصلاحیه نهایی به دقت از توصیه‌های هیئت منصفه پزشکی قانونی پیروی کرد.
در سال ۱۹۶۷، پیر ترودو، وزیر دادگستری، لایحه‌ای را ارائه کرد که شامل اصلاحیه‌ای در قانون کیفری بود که سقط جنین را ممنوع می‌کرد. این لایحه، که به عنوان قانون اصلاح قانون کیفری، ۱۹۶۸–۱۹۶۹ شناخته می‌شود، ممنوعیت اولیه سقط جنین را با احتمال حبس ابد ادامه داد. با این حال، این لایحه برای سقط جنین‌های انجام شده در بیمارستان با تأیید کمیته سقط درمانی سه پزشک آن بیمارستان استثنا قائل شد. کمیته باید تأیید کند که بارداری احتمالاً زندگی یا سلامت زن باردار را به خطر می‌اندازد. واژه سلامت تعریف نشده بود و کمیته‌های سقط درمانی آزاد بودند تا نظریه‌های خود را در مورد اینکه چه زمانی یک خطر احتمالی برای «سلامت» (که ممکن است سلامت روان‌شناختی را شامل می‌شود) ارائه دهند، سقط درمانی را توجیه کنند. همین لایحه همجنس‌گرایی و پیشگیری از بارداری را نیز قانونی می‌کند و موضوع یکی از مشهورترین نقل قول‌های ترودو می‌شود: «دولت هیچ کاری در اتاق خواب ملت ندارد».
وقتی ترودو این لایحه را در سال ۱۹۶۷ ارائه کرد، وزیر دادگستری در دولت نخست‌وزیر لستر پیرسون بود. در سال ۱۹۶۸، پیرسون بازنشسته شد و ترودو به عنوان نخست‌وزیر جانشین او شد. این لایحه قبل از انتخابات ۱۹۶۸ تصویب نشد، اما توسط جان ترنر، وزیر دادگستری در دولت ترودو، مجدداً مطرح شد. مجلس این لایحه را در سال ۱۹۶۹ تصویب کرد در بازنگری قانون فدرال در سال ۱۹۷۰، این ماده مجدداً به عنوان s شماره گذاری شد. ۲۵۱ قانون جزا.

#### گزارش بادگلی
در سال ۱۹۷۵، کمیته ای برای اجرای قانون سقط جنین منصوب شد «برای انجام یک مطالعه برای تعیین اینکه آیا روش ارائه شده در قانون جنایی برای به دست آوردن سقط‌های درمانی به‌طور عادلانه در سراسر کانادا عمل می‌کند یا خیر» و توصیه‌هایی در مورد این عمل ارائه می‌کند. این قانون به جای توصیه‌هایی در مورد خط مشی اساسی». کمیته، که به نام کمیته Badgley به نام رئیس آن، دکتر رابین F. Badgley, در ژانویه ۱۹۷۷ گزارش شد. به سادگی دریافت که «روش‌های تعیین شده برای اجرای قانون سقط جنین به طور عادلانه در سراسر کانادا کار نمی‌کند». تا حد زیادی این به این دلیل بود که هدف قانون نه روشن بود و نه مورد توافق بود. دسترسی به سقط جنین همان‌طور که در قانون جزا ذکر شده‌است برای بسیاری از زنان به دلیل تفاوت در توزیع بیمارستان‌ها و پزشکان و اینکه آیا کمیته‌های درمانی سقط جنین تشکیل شده‌است و در تفسیر پزشکان از «سلامت» برای زنان، سن رضایت در دسترس نبود. و الزامات اطلاع‌رسانی والدین. این گزارش برنامه‌ریزی بهتر خانواده را برای کاهش تعداد حاملگی‌های ناخواسته توصیه می‌کرد، اما نتیجه‌گیری اصلی آنها این بود که خدمات سقط جنین طبق نیاز ارائه نمی‌شد.

### مشکلات دسترسی قبل از جرم زدایی
تا سال ۱۹۸۲، ۶۶۳۱۹ سقط جنین قانونی در کانادا انجام شد. تفسیر قانون ۱۹۶۹ بین پزشکان و بیمارستان‌ها بسیار متفاوت بود و منجر به دسترسی نابرابر شد. استاندارد سلامت جسمی یا روانی زن بود که باید توسط کمیته سقط درمانی بیمارستان تعیین شود. با این حال، هیچ الزامی برای بیمارستان برای داشتن TAC برای ارزیابی زنان وجود نداشت. فقط حدود یک سوم بیمارستان‌ها دارای یک بیمارستان بودند. برخی از کمیته‌ها موضعی لیبرال داشتند و اکثر درخواست‌ها را پذیرفتند، در حالی که برخی دیگر تقریباً همه درخواست‌ها را مسدود کردند. دسترسی به سقط جنین قانونی در مناطق بزرگ شهری آسان بود، اما در خارج از شهرهای بزرگ بسیار دشوارتر بود. در استان جزیره پرنس ادوارد، کمیته تنها درمانی سقط جنین تعطیل شد و بعد از سال ۱۹۸۲ هیچ سقط جنین قانونی در استان وجود نداشت کمیته‌های سقط درمانی اغلب روزها یا هفته‌ها طول می‌کشید تا تصمیمات خود را بگیرند و بارداری را بیشتر از آنچه که می‌شد پیش می‌بردند. این زنان توسط کمیته دیده نشدند و حق اعتراض به تصمیم را نداشتند. طرفداران حقوق سقط جنین معتقد بودند که انتخاب باید توسط زن انجام شود، نه هیئتی از پزشکان.
به دلیل کمبود امکانات در استان‌های کوچکتر و مناطق روستایی، زنان اغلب مجبور بودند با هزینه شخصی به شهرهای بزرگ سفر کنند. در نیوفاندلند، تنها یک متخصص زنان وجود داشت که سقط جنین انجام می‌داد. بسیاری از زنان برای سقط جنین مجبور به خرید بلیط هواپیمای گران‌قیمت به مقصد تورنتو یا مونترال شدند. زنان دیگر سفر به ایالات متحده را انتخاب کردند، جایی که سقط جنین در بسیاری از کلینیک‌های خصوصی پس از Roe v. تصمیم وید در سال ۱۹۷۳. در سال ۱۹۸۲، ۴۳۱۱ زن کانادایی برای سقط جنین به ایالات متحده سفر کردند.

### چالش‌های قانون اساسی به قانون سقط جنین

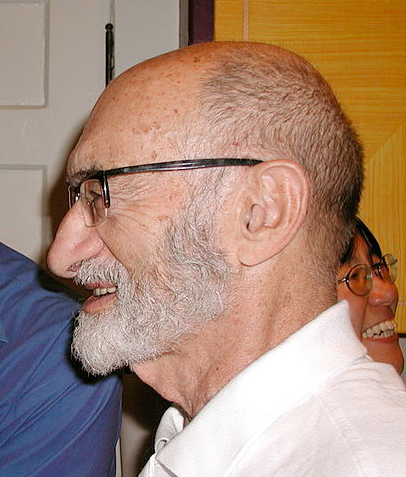
دکتر هنری مورگنتالر یک پزشک حامی حقوق سقط جنین بود که در مبارزات قانونی متعددی با هدف گسترش حقوق سقط جنین مبارزه کرد.

دکتر هنری مورگنتالر در سرپیچی از قانون، شروع به سقط جنین در کلینیک خود در مونترال بدون تأیید کمیته سقط درمانی کرد. او در دو نوبت جداگانه قانون اساسی سقط جنین را به چالش کشید. دادگاه عالی کانادا اولین چالش قانون اساسی او را در سال ۱۹۷۵ رد کرد، که تحت تقسیم اختیارات و منشور حقوق کانادا قرار گرفت، اما در سال ۱۹۸۸، دادگاه عالی دومین چالش او را که تحت منشور حقوق و آزادی‌های کانادا مطرح شد، اجازه داد. دادگاه اعلام کرد که قانون سقط جنین ناکارآمد است. مورگنتالر سرانجام سومین چالش قانون اساسی را به همراه داشت، قانون استانی که دسترسی به سقط جنین را محدود می‌کرد. او در آن چالش نیز موفق بود.
مبارزه مورگنتالر باعث ایجاد یک جنبش سراسری برای اصلاح قوانین سقط جنین در کانادا شد. در سال ۱۹۷۰، به عنوان بخشی از کاروان سقط جنین، ۳۵ زن خود را به گالری پارلمان در مجلس عوام زنجیر کردند و پارلمان را برای اولین بار در تاریخ کانادا تعطیل کردند.
دادستانی کبک سه بار مورگنتالر را تحت تعقیب قرار داد و هر بار هیئت منصفه از محکوم کردن او امتناع کردند، علیرغم اعتراف صریح او مبنی بر اینکه سقط جنین‌های زیادی انجام داده‌است. تاج به اولین حکم تبرئه اعتراض کرد. در سال ۱۹۷۴، دادگاه استیناف کبک حکم تبرئه هیئت منصفه را در اولین مورد لغو کرد، حکم مجرمیت را جایگزین کرد و موضوع را برای صدور حکم به قاضی دادگاه بازگرداند.
در سال ۱۹۷۵، دادگاه عالی با یک تصمیم ۶–۳ درخواست تجدید نظر او را رد کرد: <i id="mw2A">Morgentaler v The Queen</i> . دادگاه متفق القول بود که این ماده قانون کیفری معتبر است و بنابراین در محدوده اختیارات قانون اساسی پارلمان فدرال است. در حوزه سلامت استان دخالتی نداشت. دادگاه همچنین به اتفاق آرا اعلام کرد که این قانون منشور حقوق کانادا را نقض نمی‌کند.
دادگاه آن احکام را با دلایل مکتوب در مورد این نکات بعداً توسط قاضی ارشد لاسکین ارائه کرد. با این حال، دیوان در مورد مسائل ضرورت و s تقسیم ۶–۳. ماده ۴۵ قانون جزا مقرر می‌دارد که پزشکی که عمل جراحی را طبق استانداردهای معقول پزشکی انجام می‌دهد از مسئولیت کیفری مصون است:
- شش نفر از اعضای دادگاه، بنا به دلایلی که توسط Justice Pigeon نوشته شده بود، معتقد بودند که مقررات قانون جزایی مربوط به درخواست تجدیدنظر تاج، به دادگاه استیناف اجازه می‌دهد تا حکم مجرمانه را جایگزین کند.[۲۹]
- شش عضو نیز به دلایلی که توسط Justice Pigeon و Justice Dickson ارائه شده‌است، معتقد بودند که دفاع از ضرورت و s. 45 در مورد جرم کیفری سقط جنین اعمال نمی‌شود.[۳۰]
- در مخالفت، سه نفر از اعضای دیوان، بنا به دلایلی که توسط رئیس قاضی لاسکین نوشته شده بود، معتقد بودند که دفاع از ضرورت و s. 45 مورد در دسترس بود و بنابراین توسط هیئت منصفه به درستی در نظر گرفته شد.[۳۱]

در نتیجه دیوان عالی کشور محکومیت صادره از سوی دادگاه تجدیدنظر را تأیید و موضوع را برای صدور حکم به قاضی پرونده ارجاع داد. قاضی پرونده حکم هجده ماه حبس را صادر کرد.

#### چالش دوم مورگنتالر: ۱۹۸۸
پس از آزادی از زندان در کبک، مورگنتالر تصمیم گرفت قانون فدرال سقط جنین در استان‌های دیگر را به چالش بکشد. او طی ده سال بعد، کلینیک‌های خصوصی سقط جنین را در سراسر کشور با نقض مستقیم قانون افتتاح و راه‌اندازی کرد. پس از چهارمین حکم تبرئه هیئت منصفه در سال ۱۹۸۴، دولت انتاریو به این تصمیم اعتراض کرد. دادگاه استیناف انتاریو حکم تبرئه را لغو کرد و دستور دادرسی مجدد را صادر کرد.
هیچ قضاوت واحدی برای اکثریت وجود نداشت. رئیس قاضی دیکسون، قاضی بیتز و قاضی ویلسون همگی تصمیماتی را نوشتند که این قانون را مغایر قانون اساسی می‌دانستند، اما به دلایل مختلف در حمایت از آن. قاضی مک اینتایر نظر مخالف را نوشت.

### تلاش برای قانون جدید
پس از تصمیم دادگاه عالی در سال ۱۹۸۸، دولت مولرونی دو تلاش کرد تا قانون جدید سقط جنین را وضع کند.
در بهار ۱۹۸۸، دولت برای اولین بار تلاش کرد تا راه حلی مصالحه‌آمیز بیابد که دسترسی آسان به سقط جنین در مراحل اولیه بارداری را فراهم کند و سقط‌های دیررس را جرم انگاری کند. این طرح در مجلس عوام با ۱۴۷ رای موافق در برابر ۷۶ رای مخالف، با رای مخالف هر دو نماینده مخالف دسترسی آسان به سقط جنین و کسانی که مخالف افزودن هرگونه قانون سقط جنین به قانون جنایی بودند، رای منفی دادند.
در سال ۱۹۸۹، دولت لایحه بسیار سخت تری را به مجلس عوام ارائه کرد. در صورت تصویب، تمام سقط جنین ممنوع می‌شود، مگر اینکه پزشک حکم کند که زندگی یا سلامت زن به خطر می‌افتد. هر کس که قانون را نقض کند تا دو سال زندانی می‌شود. مجلس عوام لایحه جدید را با ۹ رای تصویب کرد و کابینه به نفع خود شلاق خورد و اکثر اعضای ضد سقط جنین از آن حمایت کردند. در ژوئن ۱۹۹۰، یک نوجوان از کیچنر، انتاریو، در طی یک سقط جنین نادرست در خانه یک مرد مجروح شد. چند روز بعد، یک زن تورنتویی به نام ایوون ژورویچ در اثر سقط جنینی که خود به خود القا شده بود، درگذشت. این موارد در اخبار منتشر شد و مورد اخیر در سطوح مختلف حکومتی مورد بحث قرار گرفت. دارلین مارزاری، نماینده مجلس نمایندگان نیو دموکرات، طی سخنانی در مجلس قانونگذاری بریتیش کلمبیا خاطرنشان کرد:

## دسترسی و روش‌ها
سقط جنین‌های پزشکی جراحی و غیرتهاجمی در کانادا بنا به درخواست و به هر دلیلی ارائه می‌شود، برای تمام سنین محرمانه است و توسط مدیکر تأمین می‌شود. برای کسانی که تحت پوشش برنامه‌های مراقبت پزشکی استانی/منطقه‌ای هستند (بسته به استان یا قلمرو، این موضوع همیشه شامل شهروندان کانادایی و مقیمان دائمی می‌شود، اما ممکن است بر اساس شامل دانشجویان بین‌المللی، کارگران، و افراد حمایت‌شده یا مدعیان پناهندگی متفاوت باشد). برای کسانی که تحت پوشش برنامه مراقبت پزشکی نیستند (مثلا آمریکایی‌ها در ایالت‌هایی که سقط جنین را پس از تصمیم‌گیری در پرونده Dobbs v. سازمان بهداشت زنان جکسون)، دولت فدرال متعهد شده‌است که به آنها اجازه دهد بدون محدودیت در کانادا سقط جنین کنند. با این حال، این مشروط به این خواهد بود که آنها بتوانند هزینه‌های سفر و روش را خودشان بپردازند.
در سطح ملی، سقط جنین در تمام نه ماه (۴۰ هفته) بارداری قانونی است، با این وجود هیچ ارائه دهنده ای در کانادا مراقبت بیش از ۲۳ هفته و ۶ روز را ارائه نمی‌دهد. محدودیت‌ها بر اساس دستورالعمل‌های پزشکی حرفه‌ای، منابع موجود (تجهیزات، پرسنل آموزش‌دیده) و دستورات تسهیلات فردی است که باعث می‌شود دسترسی به انواع خدمات بر اساس منطقه در هر استان و قلمرو متفاوت باشد. هر استان و قلمرو سیستم مراقبت‌های بهداشتی خود را تنظیم و تأمین مالی می‌کند. دولت فدرال به هر استان و منطقه کمک مالی می‌دهد، مشروط بر اینکه آنها با الزامات قانون بهداشت کانادا مطابقت داشته باشند. یکی از این الزامات جامعیت است، به این معنی که تمام خدمات بهداشتی بیمه شده تعریف شده توسط قانون باید تحت پوشش یک طرح سلامت استانی یا منطقه ای برای آن استان یا منطقه باشد تا بودجه فدرال را دریافت کند. سقط جنین به‌طور خاص در قانون بهداشت کانادا ذکر نشده‌است. این به سادگی در تعریف گسترده «خدمات بهداشتی بیمه شده»، درست مانند سایر روش‌های پزشکی و جراحی گنجانده شده‌است.
یک سوم بیمارستان‌ها سقط‌های جراحی انجام می‌دهند و این‌ها دو سوم سقط‌های جراحی را در کشور انجام می‌دهند. بقیه سقط‌های جراحی توسط کلینیک‌های دولتی و خصوصی انجام می‌شود. سقط جنین پزشکی در کانادا با استفاده از داروهایی مانند متوترکسات، یا میزوپروستول، و/یا میفپریستون در دسترس است. میفپریستون مورد استفاده در ترکیب با میزوپروستول (با نام تجاری Mifegymiso) با تجویز پزشک در ۲۹ ژوئیه ۲۰۱۵ برای استفاده در کانادا تأیید شد در سال ۲۰۱۷، این تأییدیه گسترش یافت و بر اساس مقررات استانی، توانایی‌های تجویز برای پرستاران، ماماها و داروسازان را نیز دربر گرفت، و ممکن است توسط داروسازان مستقیماً برای بیمار تجویز شود.
اطلاعات سراسری توسط انجمن‌های حمایتی مانند ائتلاف حقوق سقط جنین کانادا و فدراسیون ملی سقط جنین ارائه می‌شود که فهرست دقیق کلینیک‌های سقط جنین را بر اساس استان و حداکثر دوره بارداری که کلینیک انواع سقط جنین را ارائه می‌کند، ارائه می‌کند. این سایت‌ها همچنین اطلاعاتی در مورد نحوه دریافت داروهای مربوط به سقط جنین پزشکی، نحوه دریافت حمایت مالی برای هزینه‌های سفر/اسکان، لوازم پس از درمان، مراقبت از کودک و نیازهای مختلف دیگر ارائه می‌دهند.